# كعكة الحبيبة

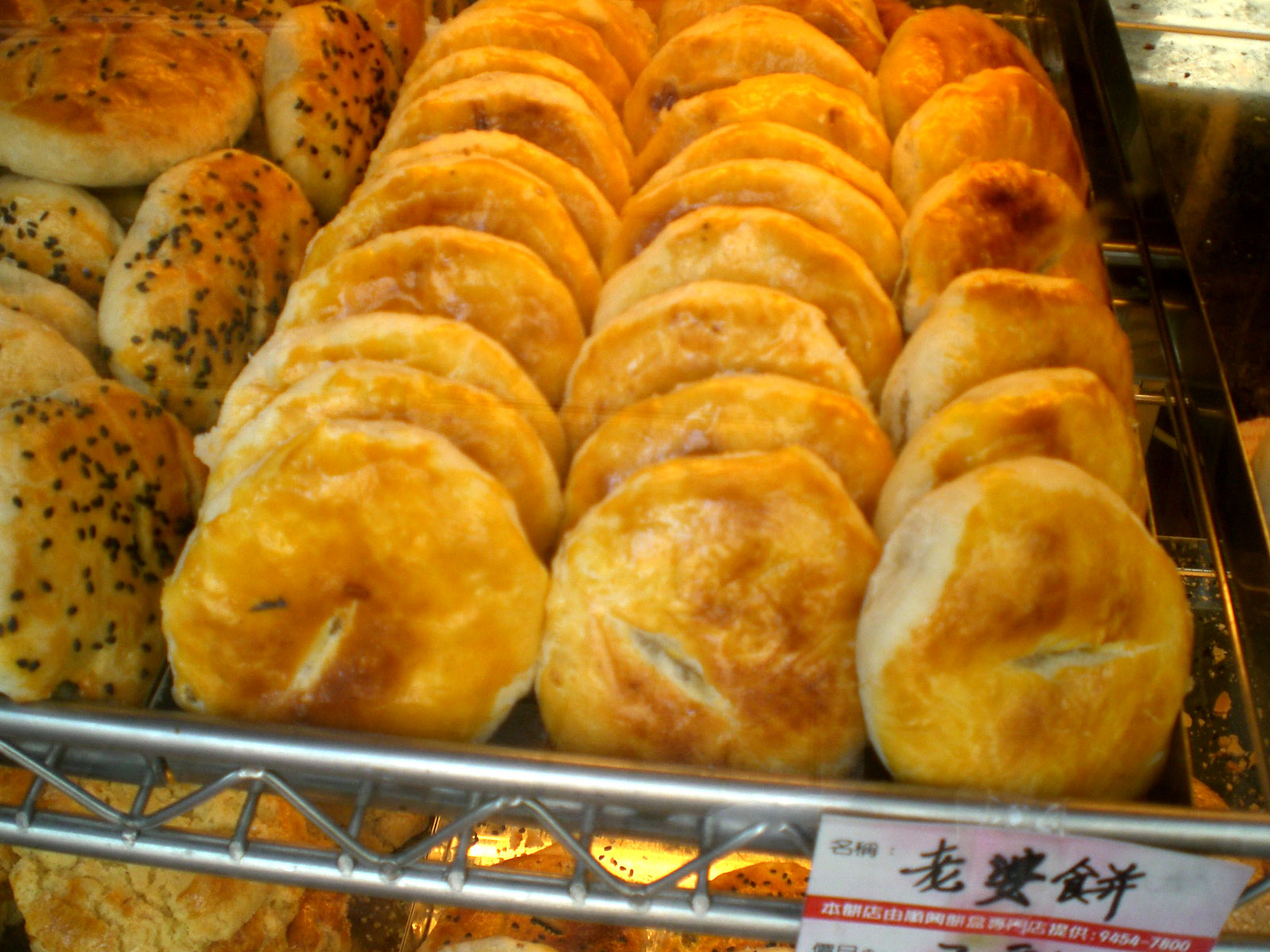
كعكة الزوجة

كعكة حبيب القلب أو كعكة الزوجة أو فطيرة الزواج (بالصينية: 老婆饼 - معناها كعكة الزوجة) (بالإنجليزية: Sweetheart cake - معناها كعكة حبيب القلب) هي كعكة صينية تقليدية بقشرة رقيقة من المعجنات الرقيقة وتصنع من حشوة القرع الشمعي (البطيخ الشتوي) ومعجون اللوز والسمسم ومتبلة بمسحوق الخمس بهارات.